# Веселе (Баштанський район)
Весе́ле — село в Україні, у Березнегуватській селищній громаді Баштанського району Миколаївської області. Населення становить 325 осіб.Колишня назва село Чубар